# دیو واتسون
دیو واتسون (به انگلیسی: Dave Watson) زادهٔ ۲۰ نوامبر ۱۹۶۱ بازیکن فوتبال اهل انگلستان بود که سابقهٔ بازی در تیم ملی فوتبال انگلستان را در کارنامهٔ خود دارد. وی در تاریخ ۱۰ ژوئن ۱۹۸۴ نخستین بازی ملی خود را در مقابل تیم ملی فوتبال برزیل انجام داد و با حضور در ۱۲ بازی ملی، در تاریخ ۱۸ ژوئن ۱۹۸۸ واپسین بازی ملی‌اش را در برابر تیم ملی فوتبال اتحاد جماهیر شوروی سوسیالیستی برگزار کرد.